# Saint-Jean-de-Valériscle
Saint-Jean-de-Valériscle – miejscowość i gmina we Francji, w regionie Oksytania, w departamencie Gard.
Według danych na rok 1990 gminę zamieszkiwały 672 osoby, a gęstość zaludnienia wynosiła 82 osoby/km² (wśród 1545 gmin Langwedocji-Roussillon Saint-Jean-de-Valériscle plasuje się na 437. miejscu pod względem liczby ludności, natomiast pod względem powierzchni na miejscu 845.).